# أديس هارمنديان
أديس هارمنديان (بالأرمنية: Ատիս Հարմանտեան) هو مغني أرمني لبناني أميركي شهير ومن مؤسسي أغنيات «إسترادايين» (Estradayin) الأرمنية الحديثة.
ولد في لبنان في 14 كانون الثاني (يناير) 1945، واشتهر في الستينيات والسبعينيات من القرن العشرين بأغاني عديدة منها «نونيه»، «كارون كارون»، «دزاغيغنير»، «أيل أتشير» و«أغتامار» وغيرها موزعا في أكثر من 30 ألبوما أصدره خلال حياته الفنية. هاجر إلى الولايات المتحدة بسبب الحرب الأهلية اللبنانية، وجال أرمينيا وأغلبية مراكز الانتشار الأرمني في العالم ليقدّم حفلات موسيقية ناجحة. له أغنية «ليبانان» . على يوتيوب (أي «لبنان» بالأرمنية) مهداة إلى وطنه.
حائز على «نيشان القديس ميسروب ماشدوتس» ووسام درجة فارس من قبل أرام الأول، كاثوليكوس بيت قيليقية الكبير للكنيسة الأرمنية الرسولية، ومركزها أنطلياس، لبنان. كما قلّدته بلدية لوس أنجلوس عام 2005 الوسام على مجموع أعماله. وبطلب من الجالية الأرمنية الفرنسية، قلّده عمدة باريس وقتها الرئيس جاك شيراك وسام الاستحقاق البلدي.
توفي في 1 أيلول (سبتمبر) 2019 في سانتا مونيكا في الولايات المتحدة بعد صراع طويل مع السرطان.

## وصلات خارجية
- أديس هارمنديان على موقع ميوزك برينز (الإنجليزية)
- أديس هارمنديان على موقع ديسكوغز (الإنجليزية)

- موقع أديس هارمنديان على ماي سبايس
- صفحة أديس هارمنديان على موقع الموسيقى الأرمنية